# Laura Flessel
Laura Flessel-Colovic (ur. 6 listopada 1971 w Pointe-à-Pitre) – francuska szpadzistka pochodząca z Gwadelupy. Wielokrotna medalistka olimpijska, mistrzostw świata i Europy. Od 2017 do 2018 minister sportu.

## Życiorys
W 1990 osiedliła się w europejskiej części Francji, zaczęła uprawiać szermierkę jeszcze na Gwadelupie w 1978. Specjalizowała się w szpadzie. Trenowała w klubach Levallois Sporting Club Escrime i Lagardère Paris Racing. Wielokrotnie zdobywała medale na mistrzostwach Francji.
Podczas igrzysk olimpijskich w Atlancie w 1996 wywalczyła złoty medal indywidualnie, pokonując w finale Francuzkę Valérie Barlois 15:12. Na tych samych igrzyskach reprezentacja Francji (w składzie: Laura Flessel, Sophie Moressée-Pichot i Valérie Barlois-Mevel) zdobyła złoty medal w turnieju drużynowym. Na rozgrywanych cztery lata później igrzyskach olimpijskich w Sydney Laura Flessel zdobyła brązowy medal w turnieju indywidualnym, plasując się za Węgierką Tímeą Nagy i Szwajcarką Gianną Hablützel-Bürki. Kolejne medale wywalczyła podczas igrzysk olimpijskich w Atenach w 2004. Zajęła na nich drugie miejsce indywidualnie, ulegając w finale Tímei Nagy 10:15. Natomiast w drużynie (wraz z Sarah Daninthe, Hajnalką Király-Picot i Maureen Nisimą) wywalczyła brązowy medal. Następnie zajęła siódme miejsce w rywalizacji indywidualnej na igrzyskach olimpijskich w Pekinie w 2008. Brała też udział w igrzyskach olimpijskich w Londynie w 2012, gdzie w zawodach indywidualnych była dziewiąta.
Na mistrzostwach świata w Hadze w 1995 reprezentacja Francji (w składzie: Laura Flessel, Sophie Moressée-Pichot, Valérie Barlois i Sangita Tripathi) wywalczyła srebrny medal w zawodach drużynowych. Laura Flessel zdobyła tam również brązowy medal indywidualnie, plasując się za Polką Joanną Jakimiuk i Węgierką Gyöngyi Szalay. W zawodach drużynowych zdobywała następnie złote medale na mistrzostwach świata w Chaux-de-Fonds (1998), Lipsku (2005), Petersburgu (2007) i Pekinie (2008), wywalczyła również w drużynie srebrny medal na mistrzostwach świata w Turynie (2006) oraz brązowy medal na mistrzostwach świata w Kapsztadzie (1997). Ponadto zdobyła pięć medali w rywalizacji indywidualnej: złote w Chaux-de-Fonds (1998) i Seulu (1999), srebrny w Nîmes (2001) oraz brązowe w Lipsku (2005) i Turynie (2006).
Kilkukrotnie zdobywała także medale mistrzostw Europy, w tym złoty indywidualnie w Gandawie w 2007.
W 2002 została zawieszona na trzy miesiące z powodu wykrycia w jej organizmie niedozwolonej substancji, po czym kontynuowała karierę. W 2012 pełniła funkcję chorążego olimpijskiej reprezentacji Francji.
Kształciła się w dziedzinie turystyki. W 2010 została członkinią Rady Gospodarczej, Społecznej i Środowiskowej. W 2012 wystąpiła w trzeciej edycji Danse avec les stars, francuskiej edycji programu rozrywkowego Strictly Come Dancing. W maju 2017 w nowo powołanym gabinecie Édouarda Philippe’a objęła stanowisko ministra sportu. Pozostała na tej funkcji również w utworzonym w czerwcu 2017 drugim rządzie tegoż premiera. Zakończyła urzędowanie we wrześniu 2018. Złożenie dymisji uzasadniła względami osobistymi, media jednak podały, że rezygnacja była związana ze sprawą niezgłoszenia istotnych przychodów do opodatkowania.

## Odznaczenia
Odznaczona Legią Honorową V klasy (1996) oraz Orderem Narodowym Zasługi III klasy (2004).